# Svinná (Horšovský Týn)
Svinná je malá vesnice, část města Horšovský Týn v okrese Domažlice v Plzeňském kraji. Nachází se sedm kilometrů severozápadně od Horšovského Týna. Je zde evidováno 13 adres. V roce 2011 zde trvale žilo sedm obyvatel.
Svinná leží v katastrálním území Svinná u Štítar o rozloze 1,45 km².

## Historie
První písemná zmínka o vesnici pochází z roku 1235.

## Obyvatelstvo
| Rok            | 1869 | 1880 | 1890 | 1900 | 1910 | 1921 | 1930 | 1950 | 1961 | 1970 | 1980 | 1991 | 2001 | 2011 | 2021 |
| -------------- | ---- | ---- | ---- | ---- | ---- | ---- | ---- | ---- | ---- | ---- | ---- | ---- | ---- | ---- | ---- |
| Počet obyvatel | 103  | 98   | 79   | 71   | 82   | 98   | 87   | 54   | 54   | 27   | 18   | 9    | 4    | 7    | 4    |
| Počet domů     | 16   | 16   | 17   | 16   | 17   | 16   | 18   | 19   | 19   | 8    | 8    | 10   | 10   | 12   | 12   |

## Obecní správa
Při sčítání lidu v letech 1850–1960 Svinná byla samostatnou obcí v okrese Horšovský Týn (v letech 1850–1910 Horšův Týn). V letech 1961–1984 byla částí obce Štítary v okrese Domažlice. Od 1. ledna 1985 je částí města Horšovský Týn v okrese Domažlice. V letech 1850–1960 k obci patřil Hašov.

## Další fotografie

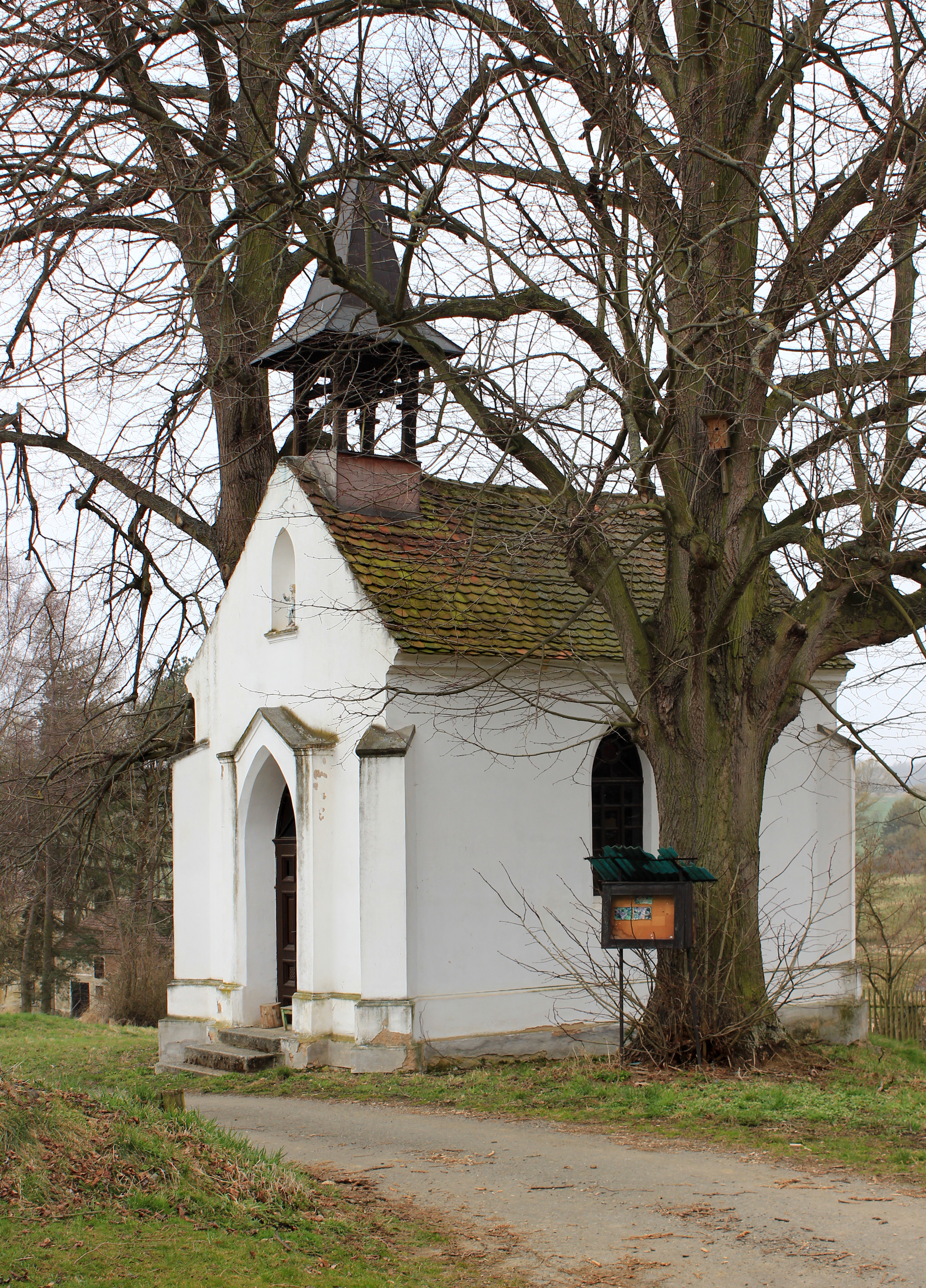
Kaple pod návsí
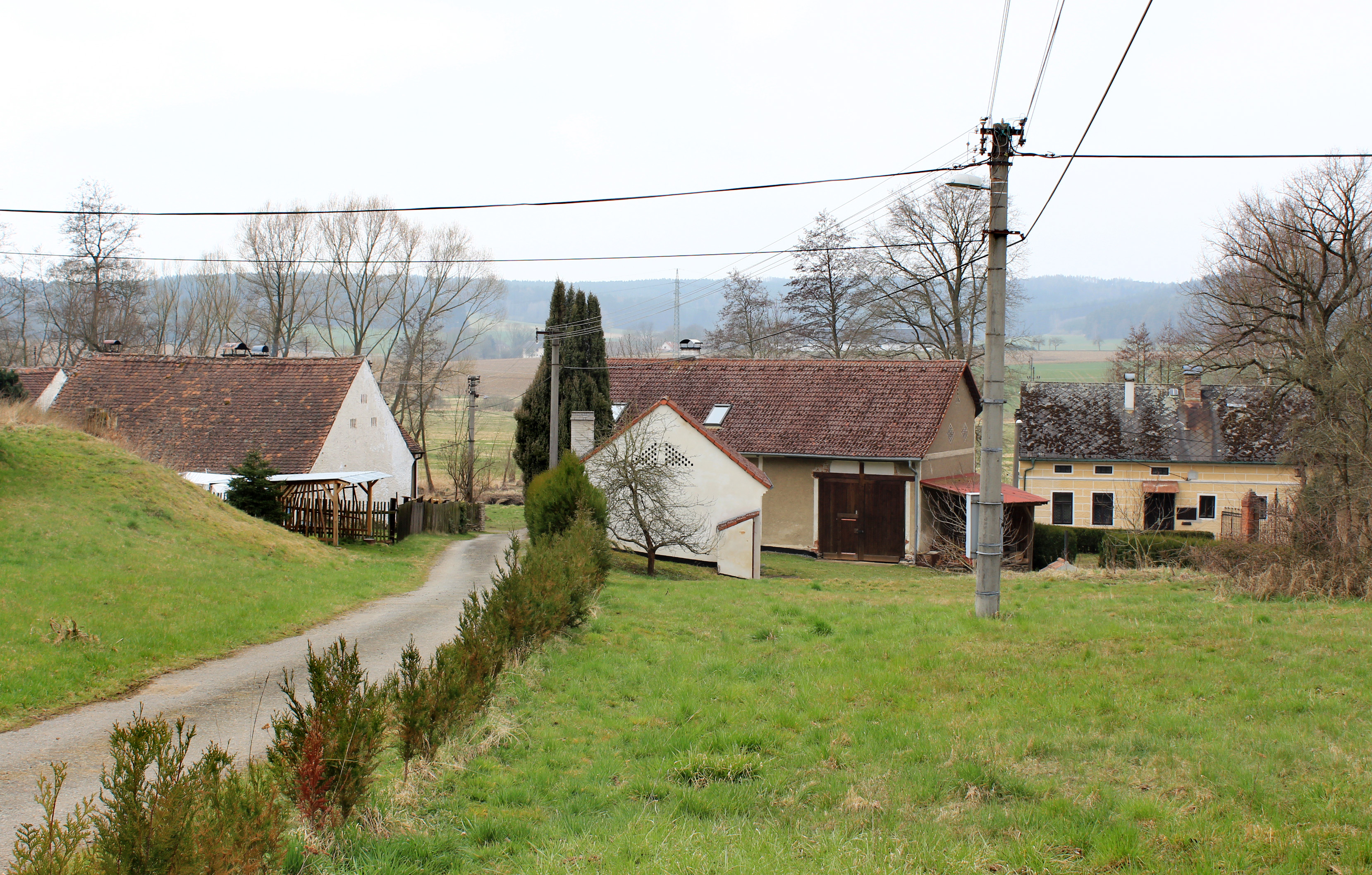
Jižní část vsi
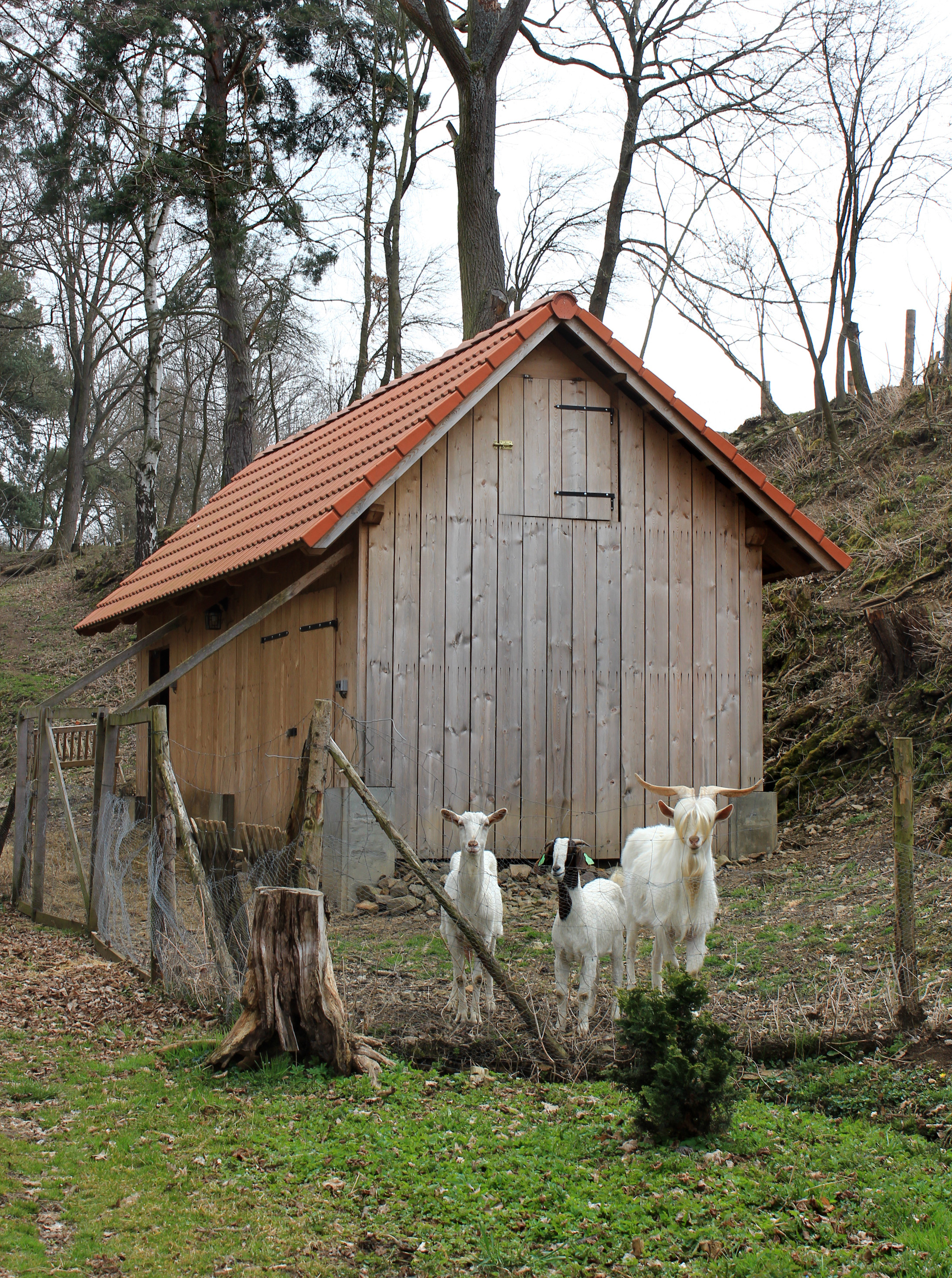
Kozí chlívek